# Halowe Mistrzostwa Świata w Lekkoatletyce 2012 – bieg na 800 m kobiet
Bieg na 800 metrów kobiet – jedna z konkurencji rozgrywanych podczas 14. Halowych Mistrzostw Świata w Ataköy Atletizm Salonu w Stambule.
Biegi eliminacyjne zaplanowano na piątek 9 marca, a finał na niedzielę 11 marca. Złotego medalu wywalczonego w 2010 roku nie broniła Rosjanka Marija Sawinowa.
Według stanu sprzed mistrzostw: halową rekordzistką świata w biegu na 800 metrów była Słowenka Jolanda Čeplak, która 3 marca 2002 w Wiedniu uzyskała czas 1:55,82. Najszybszą biegaczką w sezonie halowym 2012 na tym dystansie była Marokanka Malika Akkaoui (1:59,01), a rekord halowych mistrzostw świata wynikiem 1:56,90 ustanowiła podczas mistrzostw w 1999 roku w Maebashi Czeszka Ludmila Formanová.

## Terminarz
| Data     | Godzina | Runda      |
| -------- | ------- | ---------- |
| 9 marca  | 11:50   | Eliminacje |
| 11 marca | 15:35   | Finał      |

## Rezultaty

### Eliminacje
| Pozycja | Bieg | Zawodniczka       | Reprezentacja     | Czas    | Uwagi |
| ------- | ---- | ----------------- | ----------------- | ------- | ----- |
| 1       | 3    | Jelena Kofanowa   | Rosja             | 1:59.80 | Q     |
| 2       | 3    | Erica Moore       | Stany Zjednoczone | 2:00.24 | q, PB |
| 3       | 1    | Pamela Jelimo     | Kenia             | 2:00.32 | q     |
| 4       | 1    | Natala Lupu       | Ukraina           | 2:01.17 | q, PB |
| 5       | 3    | Merve Aydın       | Turcja            | 2:01.19 | NR    |
| 6       | 2    | Fantu Magiso      | Etiopia           | 2:01.69 | Q, PB |
| 7       | 2    | Maryna Arzamasawa | Białoruś          | 2:02.05 |       |
| 8       | 3    | Eléni Filándra    | Grecja            | 2:02.67 |       |
| 9       | 1    | Lenka Masná       | Czechy            | 2:03.08 |       |
| 10      | 1    | Phoebe Wright     | Stany Zjednoczone | 2:03.11 |       |
| 11      | 2    | Carolin Walter    | Niemcy            | 2:03.61 |       |
| 12      | 2    | Marilyn Okoro     | Wielka Brytania   | 2:04.06 |       |
| 13      | 2    | Malika Akkaoui    | Maroko            | 2:04.20 |       |
| 14      | 3    | Elena Popescu     | Mołdawia          | 2:05.24 | PB    |
| 15      | 2    | Rabia Ashiq       | Pakistan          | 2:27.03 | PB    |
| 16      | 1    | Woroud Sawalha    | Palestyna         | 2:51.87 | PB    |
|         | 3    | Elisa Cusma       | Włochy            | DNF     |       |
|         | 1    | Julija Rusanowa   | Rosja             | 2:00.26 | DSQ   |

### Finał
| Poz. | Zawodniczka     | Reprezentacja     | Czas    | Uwagi  |
| ---- | --------------- | ----------------- | ------- | ------ |
|      | Pamela Jelimo   | Kenia             | 1:58.83 | WL, NR |
|      | Natala Lupu     | Ukraina           | 1:59.67 | PB     |
|      | Erica Moore     | Stany Zjednoczone | 1:59.97 | PB     |
| 4    | Fantu Magiso    | Etiopia           | 2:00.30 | PB     |
| 5    | Jelena Kofanowa | Rosja             | 2:00.67 |        |
|      | Julija Rusanowa | Rosja             | 2:01.87 | DSQ    |